# Plantation (Sarasota County, Florida)
Plantation ist  ein census-designated place (CDP) im Sarasota County im US-Bundesstaat Florida. Das U.S. Census Bureau hat bei der Volkszählung 2020 eine Einwohnerzahl von 5.034 ermittelt. 

## Geographie
Plantation liegt rund 30 km südöstlich von Sarasota sowie etwa 110 km südlich von Tampa. Der CDP wird vom Tamiami Trail (U.S. 41) tangiert.

## Demographische Daten
Laut der Volkszählung 2010 verteilten sich die damaligen 4919 Einwohner auf 3793 Haushalte. Die Bevölkerungsdichte lag bei 863 Einw./km². 98,6 % der Bevölkerung bezeichneten sich als Weiße, 0,6 % als Afroamerikaner, 0,1 % als Indianer und 0,7 % als Asian Americans. 0,2 % gaben die Angehörigkeit zu einer anderen Ethnie und 0,2 % zu mehreren Ethnien an. 1,5 % der Bevölkerung bestand aus Hispanics oder Latinos.
Im Jahr 2010 lebten in 5,0 % aller Haushalte Kinder unter 18 Jahren sowie 77,0 % aller Haushalte Personen mit mindestens 65 Jahren. 70,9 % der Haushalte waren Familienhaushalte (bestehend aus verheirateten Paaren mit oder ohne Nachkommen bzw. einem Elternteil mit Nachkomme). Die durchschnittliche Größe eines Haushalts lag bei 1,88 Personen und die durchschnittliche Familiengröße bei 2,18 Personen.
4,8 % der Bevölkerung waren jünger als 20 Jahre, 3,3 % waren 20 bis 39 Jahre alt, 14,4 % waren 40 bis 59 Jahre alt und 77,5 % waren mindestens 60 Jahre alt. Das mittlere Alter betrug 70 Jahre. 46,1 % der Bevölkerung waren männlich und 53,9 % weiblich.
Das durchschnittliche Jahreseinkommen lag bei 62.330 $, dabei lebten 3,6 % der Bevölkerung unter der Armutsgrenze.
Im Jahr 2000 war Englisch die Muttersprache von 95,95 % der Bevölkerung, Deutsch sprachen 1,83 % und 2,22 % hatten eine andere Muttersprache.